# Batman: Arkham Asylum
Batman: Arkham Asylum ist ein 2009 erschienenes Videospiel für PlayStation 3, Xbox 360, Microsoft Windows und Mac OS X. Der Titel ist im Batman-Universum angesiedelt und dem Action-Adventure-Genre zuzuordnen. Publisher in Europa ist Eidos Interactive; entwickelt wurde das Spiel von Rocksteady Studios in Zusammenarbeit mit Warner Bros. Interactive und DC Comics.

## Handlung
Der Joker attackiert das Büro des Bürgermeisters von Gotham City. Er wird jedoch von Batman gefasst und in die psychiatrische Anstalt Arkham Asylum auf Arkham Island vor den Toren der Stadt gebracht. Zur selben Zeit bricht ein Feuer in Gotham Citys Hochsicherheits-Gefängnis Blackgate aus, sodass die Stadt gezwungen ist, einige hundert Insassen (darunter auch Jokers Schläger) vorübergehend ins Arkham Asylum zu verlegen. Als Batman den Joker an das Wachpersonal der Psychiatrie übergeben hat, werden diese vom irren Clown überwältigt. Die Anstalt selber wurde nämlich vorher schon von Harley Quinn infiltriert. Sie verhilft dem Joker daraufhin auch zur Flucht aus der Intensiv-Behandlung. Kurz darauf übernimmt der Joker die komplette Kontrolle über das Asylum und hetzt seine Verbündeten auf das Wachpersonal und die Ärzteschaft. Neben den Gefangenen aus Blackgate sind dies zahlreiche Verbrecher, die Batman selbst ins Irrenhaus gebracht hat. Ihm wird schnell klar, dass das Feuer im Blackgate-Gefängnis zu Jokers Plan gehört. Der Joker droht nun über ganz Gotham City verstreute Bomben zu zünden, wenn irgendjemand Arkham Island betreten sollte und zwingt Batman so, alleine zu arbeiten. Im Verlauf des Spiels kann er allerdings einige gefangene Wärter befreien und erhält zudem Unterstützung von Commissioner James Gordon, der sich schon vorher auf Arkham Island befand, um weiteren Insassen das Handwerk zu legen.
Nach einem Kampf mit Bane erkennt Batman, dass Joker das Toxin Venom, welches Bane zu einem Übermenschen macht, zu einem noch effektiveren Mittel namens TITAN weiterentwickelt hat und nun nutzen will, um eine Armee von Superverbrechern mit übernatürlicher Stärke zu erschaffen. Batman findet durch Poison Ivy heraus, dass unterhalb der Anstalt eine Pflanze wächst, die das Gegenmittel enthält. Hierfür muss er sich jedoch in die von Killer Croc beherrschten Katakomben begeben, wo er während mehreren Konfrontationen mit diesem genug Enzym aus den Pflanzen extrahiert, um ein Gegenmittel herstellen zu können. In der Zwischenzeit hat Joker Poison Ivy mit TITAN infiziert, wodurch deren Pflanzen Arkham Island komplett zu überwuchern drohen. Batman begibt sich wieder ins Gewächshaus, wo er Poison Ivy erfolgreich bekämpfen kann. Anschließend bittet Joker ihn, nun, da die Nacht beinahe vorüber ist, ihm doch einen kleinen Besuch abzustatten. Batman findet Joker in einem geheimen Raum hinter dem Besucherzentrum, wo dieser Commissioner Gordon gefangen hält und Batman damit droht, Gordon das TITAN zu injizieren. Batman geht dazwischen, bekommt jedoch anstelle von Gordon das Super-Mutagen verabreicht. Deshalb muss er das für Joker vorgesehene Gegengift für sich selbst verwenden. Joker hingegen wird immer wütender und beschließt, sich das TITAN selbst zu spritzen, woraufhin er zu einer ähnlichen Bestie mutiert wie seine Handlanger vor ihm. Auf dem Dach der Anstalt gelingt es Batman schließlich, vor herumfliegenden Nachrichtenhubschraubern, seinen Erzfeind zu besiegen und es der Polizei so zu ermöglichen, die Anstalt wieder unter ihre Kontrolle zu bringen. Abschließend sieht man, wie die Bösewichte wieder in ihre Zellen verfrachtet werden und Batman in seinem Batwing in Richtung Gotham City davonfliegt, nachdem im Polizeifunk gemeldet wird, dass Two-Face eine Bank in der Stadt überfallen hat.
Nach dem Abspann wird noch eine von drei verschiedenen Szenen gezeigt, in denen entweder Bane, Scarecrow oder Killer Croc eine übrig gebliebene Kiste mit TITAN an sich nehmen.

## Spielprinzip und Technik
Im Geschichtsmodus übernimmt der Spieler aus einer Third-Person-Perspektive heraus die Kontrolle über Batman und steuert die Spielfigur durch die namensgebende psychiatrische Anstalt und die Arkham-Insel, auf der sich diese befindet. Dabei werden verschiedene Abschnitte erst durch Erfolge im Spiel, bzw. im Verlauf der Geschichte freigeschaltet. Als standardmäßige Gegner agieren Insassen der Anstalt, Zwischen- und Endgegner sind zahlreiche Schurken aus dem Batman-Universum.
Der Spielfigur ist es möglich, zu rennen, sich zu ducken und in Luftschächte zu kriechen, sich mittels eines Enterhakens (Grapple) auf Wasserspeier an den Wänden hochzuziehen und situationsabhängige Aktionen durchzuführen, etwa Sprünge über Abgründe oder das Entfernen der Gitter der Luftschächte. Befindet sich Batman in einem Luftschacht oder auf einem Wasserspeier, kann er von den Gegnern nicht entdeckt werden; von den Wasserspeiern kann Batman zudem mittels seines Umhangs herabgleiten und somit Gegner ausschalten. Trifft Batman direkt auf Gegner, wird in den Kampfmodus gewechselt. Der Kampfmodus verfügt über eine leicht veränderte, von den Programmierern bewusst einfach gehaltene Steuerung, die es ermöglicht, Schläge und Konter zu langen kombinierten Attacken aneinanderzureihen. Im Laufe der kombinierten Attacken ist es auch möglich, Gegner zu werfen sowie bestimmte Ausrüstungsgegenstände einzusetzen. Gewonnene Kämpfe bringen Erfahrungspunkte, ebenso wie besonders lange kombinierte Attacken.
Zu einer tiefergehenden Analyse der Umgebung kann der Spieler in den Detektivmodus wechseln. Dabei wird ein Großteil der Spielwelt abgedunkelt und wichtige Objekte und Personen farblich hervorgehoben. Der Modus beinhaltet zudem eine Röntgenfähigkeit, mit deren Hilfe der genaue Aufenthaltsort von Personen festgestellt werden kann. Im Verlauf der Geschichte kann der Detektivmodus zudem genutzt werden, um Spuren wie Fingerabdrücke oder DNS-Spuren erkennbar zu machen und mit deren Hilfe andere Spielfiguren verfolgen zu können.
Weiterhin erwirbt Batman im Verlauf des Spiels zusätzliche Ausrüstungsgegenstände, die zur Bewältigung der Rätsel und zum Bekämpfen der Gegner eingesetzt werden können:
- Der Batarang, eine, einem Bumerang ähnelnde, Wurfwaffe. Neben dem Standard-Batarang existieren zudem ein Multi-Batarang, bei dem bis zu drei der Wurfwaffen gleichzeitig geworfen werden können, ein Schall-Batarang, der Gegner anlockt sowie eine fernsteuerbare Version.
- Ein Frequenz-Scanner, mit dessen Hilfe verschlossene elektronische Türen geöffnet und Sprengladungen entschärft werden können.
- Explosivgel, das zum Sprengen von Wänden oder Böden eingesetzt werden kann.
- Die Batclaw, einen Enterhaken, mit dessen Hilfe höher liegende Lüftungsgitter entfernt und Wände eingerissen werden können. Der Gegenstand kann zudem dazu benutzt werden, Gegner wegzuzerren.
- Der Line-Launcher, eine Art Seilwerfer, der es ermöglicht, größere Abgründe zu überwinden.

Durch die Zuhilfenahme der Ausrüstungsgegenstände ist es zudem möglich, in der ansonsten linear gestalteten Spielwelt in Metroidvania-Manier freie Erkundungen durchzuführen und neue Areale zugänglich zu machen.
Durch die im Verlauf des Spiels erworbenen Erfahrungspunkte können die Ausrüstungsgegenstände, aber auch Batmans Panzerung und Kampftechniken, verbessert werden.
Gegenstände, welche Batmans Energie auffüllen, gibt es in diesem Spiel nicht, da seine Energie sich nach einiger Zeit von selbst erneuert.
Eine Nebenaufgabe während des Geschichtsmodus stellen die Rätsel des Riddlers dar, die in Form eines kurzen Satzes beim Betreten bestimmter Areale eingeblendet werden. Diese Rätsel haben üblicherweise einen Bezug zu Figuren aus dem Batman-Universum. Neben den Rätseln können zudem Riddler-Trophäen in Form von Fragezeichen gefunden werden. Diese befinden sich zumeist in abgelegenen Bereichen und erfordern den Einsatz bestimmter Ausrüstungsgegenstände. Gelöste Rätsel und gefundene Trophäen bringen einerseits Erfahrungspunkte, schalten aber auch weitere Abschnitte im Herausforderungsmodus frei.
Der Herausforderungsmodus lässt sich weiterhin unterteilen in Kampf-Herausforderungen, bei denen Batman in einem kurzen Abschnitt eine Anzahl Gegner im Kampf besiegen muss und Jäger-Herausforderungen, bei denen Batman unter Zuhilfenahme von Ausrüstungsgegenständen und Verstecken eine Anzahl Gegner möglichst unbemerkt ausschalten muss. Die Abschnitte der beiden Varianten beschränken sich dabei lediglich auf einen Raum. Die Bewertung erfolgt bei den Kampf-Herausforderungen in Punkten, bei den Jäger-Herausforderungen in Zeit.

Exklusiv auf der PlayStation 3 ist es möglich, Kampf-Herausforderungen als Joker zu bestreiten, die Gegner sind dann dementsprechend Wachen des Arkham-Asylum und Polizisten.
Im Spiel sind weiterhin Biografien zahlreicher Charaktere aus dem Batman-Universum integriert, die über das Auswahlmenü eingesehen werden können. Im Verlauf des Geschichtsmodus können zudem Tonbänder gefunden werden, auf denen Gespräche der Charaktere mit Psychiatern des Arkham-Asylums aufgezeichnet wurden.

## Produktionsnotizen
Das Spiel basiert auf dem 1989 erschienenen grafischen Roman Arkham Asylum – Ein düsteres Haus in einer finsteren Welt (Arkham Asylum. A Serious House on a Serious Earth) von Grant Morrison und Dave McKean. In diesem dringt Batman in das Arkham Asylum, der Nervenheilanstalt seiner Heimat Gotham City, ein, um sich dem Joker und weiteren seiner Gegenspieler, die dort verwahrt werden, zu stellen. Die Handlung des Videospiels wurde von dem langjährigen DC-Comics-Autor Paul Dini erdacht.
Batman: Arkham Asylum wurde von Eidos erstmals im August 2008 angekündigt; ein erster Trailer wurde im November 2008 veröffentlicht. Im August 2009 wurden auf PlayStation Network und Xbox Live kostenlose Demoversionen des Spiels zum Download angeboten. Am 25. August 2009 wurde der Titel für PlayStation 3 und Xbox 360 schließlich in den USA, drei Tage später dann in Europa veröffentlicht. Die PC-Version erschien in den USA am 15. September, in Europa am 18. September 2009. Die von Feral Interactive entwickelte macOS-Version erschien am 27. Oktober 2011.
Neben der normalen Version des Spiels wurde eine Collector’s Edition angeboten. Sie enthielt in Europa neben der Spiel-DVD eine DVD mit Interviews zur Entstehung des Spiels, ein 50-seitiges Buch mit Biografien der Charaktere des Spiels sowie weiterer Figuren aus dem Batman-Universum, einen Code zum kostenlosen Download einer Karte für den Herausforderungs-Modus und die Plastik-Replika eines gebrauchten Batarangs samt Halterung.
Im März 2010 erschien weiterhin eine Game of the Year Edition des Spiels, die neue Karten im Herausforderungs-Modus sowie 3D-Effekte, die mittels einer ebenfalls beigelegten Brille betrachtet werden können, enthielt.

### Synchronisation
Die deutsche Lokalisation des Spieles wurde unter der Regie von Sven Plate im Synchronstudio Black Bird Music Berlin hergestellt. Dialogbuch führten Sven Plate und Christian Press.

| Rolle                       | Originalstimme       | Deutsche Synchronstimme |
| --------------------------- | -------------------- | ----------------------- |
| Batman                      | Kevin Conroy         | David Nathan            |
| Joker                       | Mark Hamill          | Bodo Wolf               |
| Aaron Cash                  | Duane R. Shepard Sr. | Michael Iwannek         |
| Amadeus Arkham              | Tom Kane             | Gerd Holtenau           |
| Anstaltsleiter Quincy Sharp | Tom Kane             | Eberhard Prüter         |
| Bane                        | Fred Tatasciore      | Jan Spitzer             |
| Commissioner Jim Gordon     | Tom Kane             | Jan Spitzer             |
| Dr. Penelope Young          | Cree Summer          | Anke Reitzenstein       |
| Frank Boles                 | Danny Jacobs         | Florian Halm            |
| Harley Quinn                | Arleen Sorkin        | Rubina Kuraoka          |
| Killer Croc                 | Steve Blum           | Jörg Hengstler          |
| Oracle/Barbara Gordon       | Kimberly Brooks      | Gundi Eberhard          |
| Poison Ivy                  | Tasia Valenza        | Christin Marquitan      |
| Riddler                     | Wally Wingert        | Dennis Schmidt-Foß      |
| Scarecrow                   | Dino Andrade         | Michael Pan             |
| Thomas Wayne                | Kevin Conroy         | Norman Matt             |
| Victor Zsasz                | Danny Jacobs         | Jan-David Rönfeldt      |

In weiteren Rollen finden sich noch Melanie Hinze, Erich Räuker, Uli Krohm, Oliver Stritzel, Karl Schulz, Lutz Schnell, Karlo Hackenberger, Tobias Kluckert, Matti Klemm und Oliver Siebeck.

## Fortsetzungen
Batman: Arkham City, erschien im Oktober 2011, Batman: Arkham Origins erschien im Oktober 2013 in Deutschland. Im Juni 2015 erschien der letzte Teil der Arkham-Reihe, Batman: Arkham Knight, welcher eine Fortsetzung zu Batman: Arkham City darstellt.

## Rezeption
Bereits vor Veröffentlichung des Spiels kam es zu einer Kontroverse, nachdem der Blogger RAM Raider Eidos unterstellt hatte, sie würden die Wertungen in Videospielmagazinen manipulieren. Dem Blogger zufolge hätten die Magazine vor dem Erstverkaufstag keine Artikel zu Arkham Asylum veröffentlichen dürfen, es sei denn, das Spiel hätte eine hohe Wertung erhalten und wäre als Titelmotiv ausgewählt worden. Eidos dementierte diesen Vorwurf umgehend.
Dennoch konnte der Titel durchgängig gute Wertungen erreichen, so vergaben unter anderem IGN 9,3 von 10 Punkten und M! Games 90 %.
Ende September 2009 wurde bekannt, dass von allen Varianten von Arkham Asylum in den USA 600.000, weltweit etwa 2,5 Millionen Exemplare verkauft wurden.
Auszeichnungen
Das Spiel wurde bei den BAFTA Video Game Awards 2010 in den Kategorien Bestes Spiel und Bestes Gameplay ausgezeichnet.